# イカルス 451
イカルス 451
オリジナルのイカルス 451
- 用途：実験機
- 設計者：ドラゴリュブ・ベスリン（Dragoljub Beslin）
- 製造者：イカルス
- 初飛行：1952年
- 生産数：6機
- 運用状況：試作のみ

イカルス 451（Ikarus 451）は、1950年代にユーゴスラビアで設計された6機の実験機に与えられた名称である。全てが基本的に同一の機体であったが、1機1機はかなり異なっていた。この中の「イカルス 451M」はジェットエンジンを搭載1952年10月25日に初飛行を行い、ユーゴスラビアで飛行した初の国産ジェット機となった。

## 設計と開発
この名称で製造された最初の機体はパイロットが俯せで搭乗する通常の低翼単葉の双発プロペラ機であり、引き込み式で尾輪式の降着装置の主脚は主翼下のエンジン・ナセル内に後方へ向けて引き込まれた。118 kW (158 bhp) を発生するヴァルター倒立エンジンを装着し、翼幅が6.7m (22 ft) 、最高速度335 km/h (182 knots) 、巡航高度4750m (15,570 ft)のこの機体は1952年に飛行した。この年の末にはパイロットが通常の形式に座り、オリジナルのイカルス 451のヴァルター マイナー 6-III 直列エンジンをチュルボメカ パラス 056A ターボジェットに換装した「451M」（Mlazni - "ジェット"）が続いた。この型では主脚は内側に引き込まれた。武装は20 mm イスパノ・スイザ 404A機関砲を胴体下面に、 RS ロケット弾を主翼下面に装備する計画であった。この基本設計から更なる軍用派生型の開発が意図されていた。
1954年に飛行した「S-451M Zolja」（Wasp、スズメバチ）は延長された胴体、折り畳み式の主翼、吊り下げる代わりに主翼と同一面に再設計されたエンジン・ナセルを備えていた（1960年にS-451M Zolja 超軽量ジェット機は500.2 km/h の速度記録を樹立した）。この機体が近接支援（Jurisnik）任務用に企画された軍用機版「J-451MM Stršljen」（Hornet、クマンバチ）の基礎に供された。この機体がそれまでの一連のものと異なる点は首車輪式の降着装置を採用した点であり、チュルボメカ マルボレはそれまでのエンジンの2倍以上の推力を発生し、武装は胴体下面のHS.404機関砲が2門に強化されていた。この機体は、1957年に750.34 km/hの世界速度記録を樹立した複座練習機の「S-451MM Matica」（女王バチ）と単座アエロバティック機「T-451MM Stršljen II」の基となった。
一連の機体のどれも量産はされず、451、451M、J-451MMは全機がベオグラード航空博物館（Museum of Aviation in Belgrade）に保存されている。

## 要目
（451M）
- 乗員：1名
- 全長：7.45 m (24 ft 5 in)
- 全幅：6.78 m (22 ft 3 in)
- 全高：2.32 m (7 ft 7 in)
- 翼面積：8.0 m² (86 ft²)
- 空虚重量：897 kg (1,977 lb)
- 全備重量：1,350 kg (2,980 lb)
- エンジン：2 × チュルボメカ パラス 056A ターボジェット、1.5 kN (330 lbf)
- 最大速度：
- 巡航高度：8,500 m (27,900 ft)
- 航続距離：300 km (190 miles)
- 上昇率：